# Erik Larsson (mångkampare)
Erik Larsson, född 3 februari 1980, är en svensk mångkampare tävlande för Gotländsk FI. Han vann SM i sjukamp inomhus år 2006,

## Personliga rekord

### Utomhus
| Utomhus - 100 meter – 10,90 (Borås 21 juni 2005) - 100 meter – 11,62 (Huddinge 30 juli 2005) - 100 meter – 11,75 (Monzón, Spanien 1 juli 2006) - 400 meter – 51,70 (Szczecin, Polen 7 juli 2007) - 1 500 meter – 4:40,58 (Rakvere, Estland 4 juni 2006) - 1 500 meter – 4:44,53 (Szczecin, Polen 8 juli 2007) - 5 000 meter – 16:15,20 (Vellinge 17 augusti 2003) - 110 meter häck – 15,08 (Szczecin, Polen 8 juli 2007) - Höjd – 1,99 (Nyköping 4 augusti 2007) - Höjd – 1,92 (Monzón, Spanien 1 juli 2006) - Höjd – 1,92 (Szczecin, Polen 7 juli 2007) - Stav – 4,60 (Szczecin, Polen 8 juli 2007) - Längd – 7,52 (Sävedalen 1 september 2007) - Längd – 7,31 (Monzón, Spanien 1 juli 2006) - Längd – 7,60 (medvind) (Rakvere, Estland 3 juni 2006) - Tresteg – 14,64 (Esbjerg, Danmark 2 september 2007) - Kula – 15,51 (Monzón, Spanien 2 juli 2006) - Kula – 15,51 (Monzón, Spanien 1 juli 2006) - Diskus – 45,93 (Monzón, Spanien 2 juli 2006) - Spjut – 54,23 (Huddinge 31 juli 2005) - Spjut – 53,78 (Szczecin, Polen 8 juli 2007) - Tiokamp – 7 509 (Szczecin, Polen 8 juli 2007) | Inomhus - 60 meter – 7,09 (Göteborg 19 februari 2005) - 60 meter – 7,53 (Nyköping 11 mars 2006) - 60 meter – 7,56 (Göteborg 8 mars 2003) - 1 000 meter – 2:48,77 (Göteborg 9 mars 2003) - 1 000 meter – 2:53,21 (Nyköping 12 mars 2006) - 3 000 meter – 9:05,3 (Göteborg 18 februari 2006) - 60 meter häck – 8,58 (Korsholm, Finland 18 februari 2006) - 60 meter häck – 8,65 (Sätra 26 februari 2006) - 60 meter häck – 8,67 (Nyköping 12 mars 2006) - Höjd – 1,95 (Korsholm, Finland 18 februari 2006) - Höjd – 1,93 (Nyköping 11 mars 2006) - Höjd – 1,92 (Växjö 17 januari 2010) - Stav – 4,70 (Nyköping 11 mars 2006) - Längd – 7,21 (Nyköping 11 mars 2006) - Kula – 14,78 (Jyväskylä, Finland 14 februari 2004) - Kula – 14,16 (Nyköping 11 mars 2006) - Sjukamp – 5 416 (Nyköping 12 mars 2006) |